# ドリーベルゲン
ドリーベルゲン（Driebergen）は、オランダのユトレヒト州にあったかつての村および自治体。

## 解説
歴史的には、1159年にスリーベルゲンという名前で初めて言及されている。
かつてのドリーベルゲン自治体は、1931年にライセンブルクと合併して、新しいドリーベルゲン＝ライセンブルク自治体を形成するまで存在した。
その後、ドリーベルゲンとライセンブルクの村の成長により、村自体も合併し、ドリーベルゲン＝ライセンブルクの単一の町になった。
2006年以来、ドリーベルゲン＝ライセンブルクは、新しい自治体であるユトレヒト・ホイフェルルクの一部となっている。
ドリーベルゲン＝ライセンブルクには、有名なハイデタウンがあるドリーベルゲンの森とライセンブルクの森もある。